# Diores kenyae
Diores kenyae är en spindelart som beskrevs av Lucien Berland 1919. Diores kenyae ingår i släktet Diores och familjen Zodariidae.
Artens utbredningsområde är Kenya. Inga underarter finns listade i Catalogue of Life.